# المرأة الأخرى (فلم 1978)
المرأة الأخرى فيلم دراما مصري للمخرج أشرف فهمي عام 1978، عن قصة وسيناريو وحوار أحمد عبد الوهاب وحسن رمزي. الفيلم من بطولة نور الشريف وميرفت أمين ونبيلة عبيد  وتدور الأحداث حول محمود الذي يتمرد على حياة الفقر التي عاشَها، ويحصل على الدكتوراة لتغيير مستواه الاجتماعي، ويتزوَّج ابنه أحد رجال الأعمال. إلا أنه يفيق على الواقع المؤلم.
صدر الفيلم إلى دور العرض المصرية في 22 مايو 1978.
منح موقع قاعدة بيانات الأفلام على الإنترنت (IMDB) الفيلم درجة 4.4/ 10.
منح موقع قاعدة بيانات الأفلام العربية «السينما.كوم» الفيلم درجة 5.3/ 10.

## طاقم التمثيل
نور الشريف: في دور محمود
ميرفت أمين: في دور هدى (ابنة عمة محمود)
نبيلة عبيد: في دور سعاد (الفتاة الثرية)
مجدي وهبة: في دور عادل (عشيق سعاد)
رشوان توفيق: في دور الدكتور علي
عماد حمدي: في دور مختار
مدحت غالي: في دور شعبان
ليلى جمال: في دور إلهام
فوزي الشرقاوي: في دور شكري
بالاشتراك مع: عقيلة راتب - سيد مصطفى - حسين محمود - بدرية عبد الجواد - محمد أبو حشيش - فاروق فتح الله.

## أغنية الفيلم
أغنية «لسه ح يحلو الجو» غناء ليلى جمال، لحن فاروق سلامة وكلمات محمد ياسين قاسم 

## أحداث الفيلم
يعود محمود (نور الشريف) من الولايات المتحدة بعد أربع سنوات، حصل خلالها على الدكتوراة، وبينما استقبله أهل منطقته بالترحاب، فإنه عبر لابنة عمته هدى (ميرفت أمين) عن صدمته الحضارية في حال المنطقة التي يسكنان فيها، وحدثها عن أحلامه بعمل مشروع استثمارى، وسرعان ما يفتتح مكتباً خاصاً وتساعده فيه هدى المعيدة في الجامعة، والتي تحبه في صمت.
بدت هدى نموذجاً لبنت البلد المحبة المخلصة، بجمالها الهادئ، بينما ظهرت سعاد (نبيلة عبيد) في حياة محمود أثناء رحلة عمل إلى النمسا وهي ابنة لواحد من كبار المستثمرين في مصر، وهي فتاة لا يمكن إخفاء ما تتمتع به من حسية وشهوانية، وسرعان ما يقع محمود في شباكها وهو يتطلع لتحسين وضعه الاجتماعي بالزواج من سعاد الثرية التي لا تصونه، وتخونه مع واحد من معارفها القدامى هو عادل (مجدي وهبة) حيث أن محمود قد تأخر عن الحضور من باريس ليلة احتفالها بعيد زواجهما الأول، وسرعان ما اتصلت بأفراد شلتها الذين جاءوا إليها حاملين المشروبات، ينطلقون راقصين ومن بينهم عادل الصديق القديم الذي عاود الظهور في حياتها. تتلقى هدى صدمة زواج حبيبها بهدوء، ولكنها لا تفقد اتزانها إذ تظل إلى جوار محمود تساعده في مشروعه. يكتشف محمود خيانة سعاد التي لا تنال جزاءها بل إنها تبدو متمردة وشرسة، تصرخ في زوجها الذي صفعها وهو يغادر بيت الزوجية الفاخر «أنت انتهيت خلاص»، كى يذهب إلى ابنة عمته، فيجدها قد صارت لرجل آخر وينتهى الفيلم والشاب في سيارته يعتصر آلامه.

## استقبال الفيلم
كتب الناقد السينمائي محمود قاسم على موقع الشروق: "في زمن الانفتاح الاقتصادي كانت الأدوار التي جسدها نور الشريف منذ منتصف السبعينيات تمثل رجل الانفتاح الذي يتم صعوده إجتماعياً لينتقل إلى طبقات أعلى من الناحية الاقتصادية ما يعبر عن التحول الحاد جداً في حياة المصريين... لكنه في الغالب لا يهنأ به، وبسبب طموحه فإنه يفشل في البقاء في قمة المجتمع مثلما حدث في "المرأة الأخرى" إخراج أشرف فهمى... هناك إشارة تحذير تتكرر إلى الشباب الطموح في تلك الفترة أن يفكر في التمرد على الطبقة التي ينتمى إليها، والإشارة أن بنات المستثمرين دوما لاهيات ومن الصعب عليهن أن يكن زوجات، ولذا فإن الشاب الطموح سوف يسقط حتما، ويبدو ذلك واضحا فيما قالته سعاد لزوجها، وهو يغادر منزلهم الفخم: "أنت انتهيت خلاص"... في تلك الفترة قامت نبيلة عبيد بدور الخائنة أكثر من مرة... إن أداء مثل هذا الدور يتطلب ممثلة تجيد الاغراء والرقص، وقد بدت فتنة المرأة في ملابسها أيضا، كما ان هذا النوع من النساء ينتمين إلى طبقات اجتماعية ميسورة.

## روابط خارجية
- المرأة الأخرى على موقع IMDb (الإنجليزية)
- المرأة الأخرى على موقع الدهليز
- المرأة الأخرى على موقع قاعدة بيانات الأفلام العربية
- المرأة الأخرى على الدهليز
- المرأة الأخرى على كاروهات